# Албанська мова
Албанська мова (алб. shqip [ʃc͡çip] або gjuha shqipe [ɟ͡ʝuha ˈʃc͡çipɛ]) — одна з індоєвропейських мов, якою розмовляють приблизно 6 млн. до 7,5 млн. осіб, переважно в Албанії, Косові, Північній Македонії та Греції, але також і в інших регіонах Південносхідної Європи, де мешкають албанці, зокрема у Чорногорії та Сербії. Давні громади, що розмовляють албанськими діалектами, розкидані у Греції, Південній Італії, на Сицилії та в Україні. Внаслідок новітніх міграцій носії албанської мови мешкають також у таких регіонах, як Скандинавія, Швейцарія, Німеччина, Австрія, Велика Британія, Туреччина, Австралія, Нідерланди, Канада та США.

## Класифікація

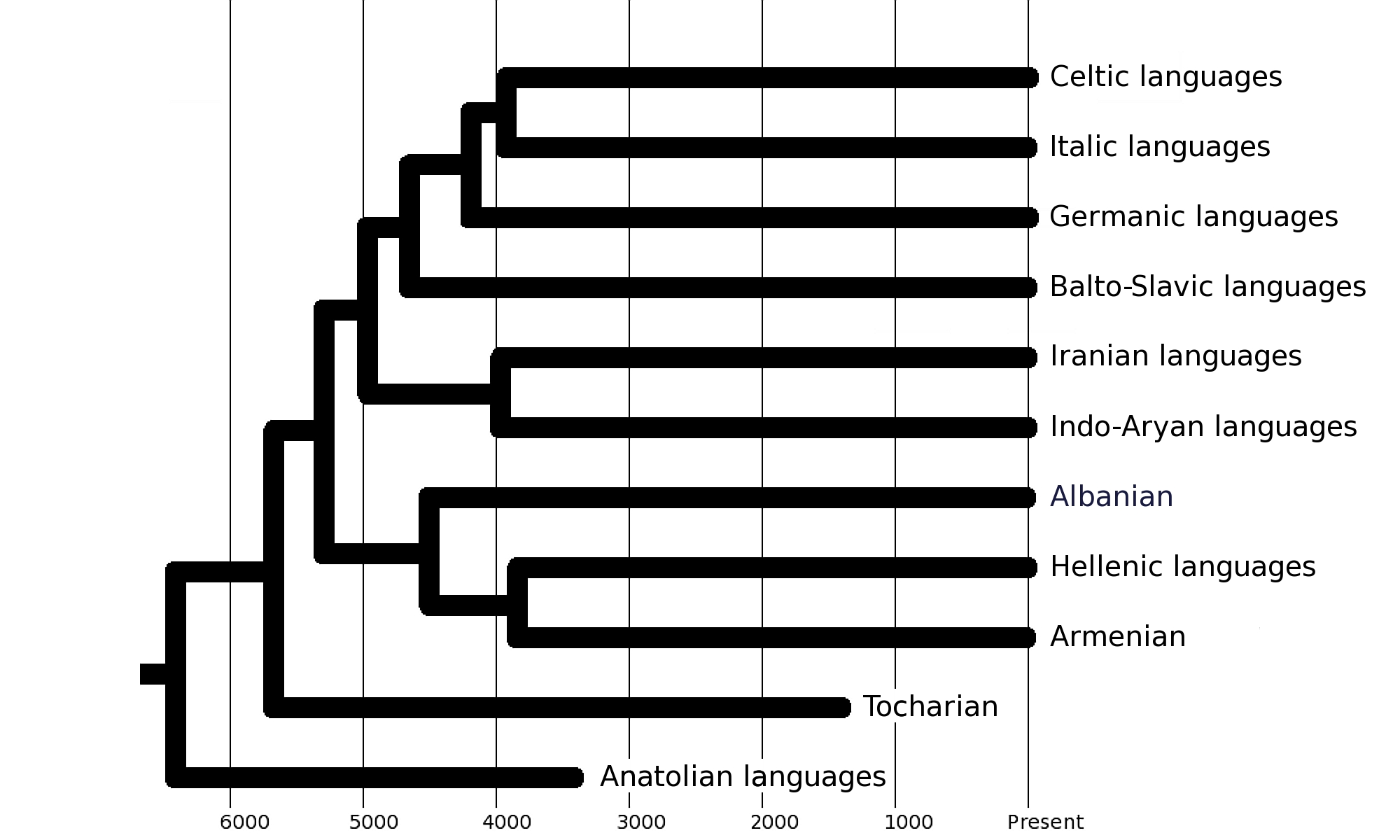
Албанська поміж інших індоєвропейських мов

Албанська мова є ізольованою та становить особливу групу в рамках індоєвропейської сім'ї мов. Ймовірно, вона є продовженням зниклих індоєвропейських мов Балканського півострова та генетично споріднена з іллірійською та месапською мовами. Існують певні зв'язки албанської мови з фракійською мовою.
Албанська мова належить до однієї з одинадцяти основних гілок родини індоєвропейських мов, в межах якої вона займає самостійне положення. У 1854 році албанська мова була визнана індоєвропейською філологом Францем Боппом. Деякі лінгвісти порівнювали албанську мову з германськими та балто-слов'янськими, які мають деяку кількість ізоглосів з албанською. Інші лінгвісти пов'язували албанську мову з латинською, грецькою та вірменською, в той час як германські та балто-слов'янські мови вони відносили до іншої гілки індоєвропейських мов. У сучасній науці є докази того, що албанська мова тісно пов'язана з грецькою та вірменською, тоді як те, що вона є сатемною мовою, менш значуще.

## Поширення
Албанською говорять приблизно 6 мільйонів людей на Балканах, переважно в Албанії, Косово, Північній Македонії, Сербії, Чорногорії та Греції. Однак, через старі спільноти в Італії та велику албанську діаспору загальна кількість мовців у світі набагато вище і становить приблизно 7,5 мільйона.

### Європа
Мова є офіційною мовою Албанії та Косово та спільною офіційною мовою в Північній Македонії та Чорногорії. Албанська мова визнана мовою меншини в Хорватії, Італії, Румунії та Сербії. Також албанською мовою розмовляють представники меншини в Греції, зокрема в номах Феспротія та Превеза, а також у деяких селах номів Йоанніна і Флорина. Албанською також розмовляють 450 000 албанських іммігрантів в Греції, що робить її однією з поширених мов країни після грецької.
Албанська - третя за поширеністю рідна мова серед іноземних жителів в Італії. Це пов'язано зі значною албанською еміграцією в Італію. В Італії історична албанська меншість становить близько 500 000 осіб, розкиданих по південній Італії, відомих як арбереші. Приблизно 1 мільйон албанців з Косова розселені по всій Німеччині, Швейцарії та Австрії. Це головним чином іммігранти з Косова, які мігрували протягом 1990-х років. У Швейцарії албанська мова - шоста за поширеністю мова, на яку припадає 176 293 носіїв.
Албанська стала офіційною мовою в Північній Македонії 15 січня 2019 року.

### Америка

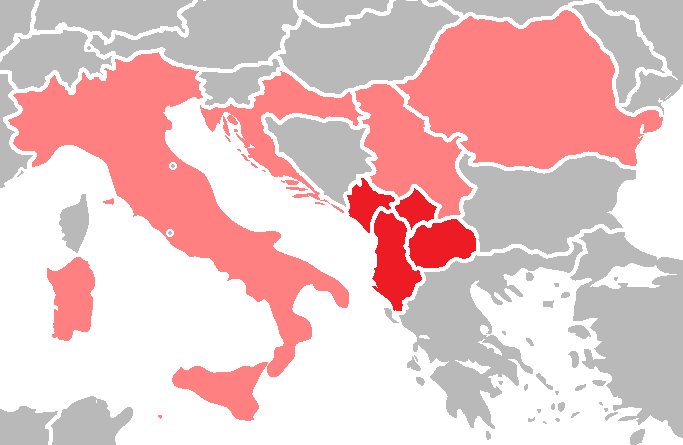
Країни, де албанська має офіційний статус:
Офіційна мова
Мова меншини

В Сполучених Штатах, Аргентині, Чилі, Уругваї та Канаді є велика кількість албанськомовних осіб. Одними з перших етнічних албанців, що прибули в США, були арбереші. У них є сильне відчуття ідентичності, і вони унікальні тим, що розмовляють архаїчним діалектом тоскської албанської мови, який називається арбереше.
У Сполучених Штатах і Канаді приблизно 250 000 албанськомовних осіб. Головним чином мовою розмовляють на Східному узбережжі США, у містах, таких як Нью-Йорк, Бостон, Чикаго, Філадельфія та Детройт, а також в деяких частинах штатів Нью-Джерсі, Огайо та Коннектикут.
У Аргентині проживає майже 40 000 албанськомовних осіб, переважно в Буенос-Айресі.

### Азія і Африка
Приблизно 1,3 мільйона осіб албанського походження проживає в Туреччині, більше 500 000 визнають своє албанське походження, мову та культуру. Існують інші оцінки, що кількість осіб в Туреччині із албанським походженням становить до 5 мільйонів. Однак більшість цих людей асимільована і вже не володіє албанською мовою, хоча албанська спільнота в Стамбулі зберігає свою відмінну ідентичність й дотепер.
В Єгипті проживає близько 18 000 албанців, переважно носіїв тоскського діалекту. Багато з них є нащадками яничарів Мухаммада Алі-паші, албанця, який став валі та самопроголошеним хедивом Єгипту та Судану. Крім династії, яку він заснував, велика частина колишньої єгипетської та суданської аристократії була албанського походження. 

### Океанія
Албанською мовою також розмовляють діаспорні спільноти албанців, які проживають в Австралії та Новій Зеландії.

## Історія

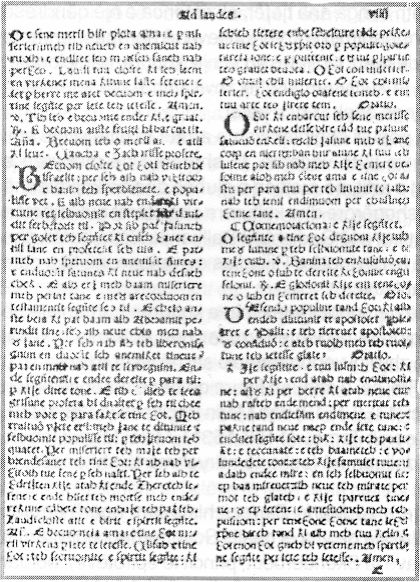
Мешарі - перша книга, опублікована албанською мовою, 1555 рік

Датою першої писемної згадки про албанську мову вважається 14 липня 1284 року в місті Рагуза (сучасний Дубровник) у сучасній Хорватії, коли свідок злочину на ім'я Матвій засвідчив: "Я чув голос, що кричав на горі албанською мовою" (латиною: Audivi unam vocem, clamantem in monte in lingua albanesca).
Албанська мова також згадується в Descriptio Europae Orientalis, датованому 1308 роком:
Habent enim Albani prefati linguam distinctam a Latinis, Grecis et Sclauis ita quod in nullo se intelligunt cum aliis nationibus. (А саме, згадані вище албанці мають мову, відмінну від мов латин, греків і слов'ян, так що вони зовсім не розуміють один одного.)
Найстаріший документ, написаний албанською мовою, датується 1462 роком, в той час як перший аудіозапис мови був зроблений Норбертом Йоклом 4 квітня 1914 року у Відні.
Однак, як зауважує Фортсон, албанські писемні твори існували ще до цього часу; вони просто були загублені. Існування писемної албанської мови виражено явно в листі 1332 року, а перші збережені книги, включаючи як гегські, так і тоскські, мають орфографічні особливості, що свідчать про те, що розвинулася якась форма спільної літературної мови.
У пізньому Середньовіччі, в період гуманізму та європейського Відродження, перевага надавалася терміну «епіротська мова»  в інтелектуальних, літературних і церковних колах того часу та використовувався як синонім албанської мови. Опублікований в Римі у 1635 році албанським єпископом і письменником Франґом Барді, перший словник албанської мови мав назву Dictionarium latino-epiroticum 'Латинсько-епіротський словник'.
Протягом п'ятисотрічного періоду турецької присутності в Албанії, мова не була офіційною до 1909 року, коли Конгрес в Дібрі дозволив албанські школи.

### Мовна спорідненість
Албанська мова є ізольованою гілкою в індоєвропейській сім'ї мов (такими ж ізольованими гілками є грецька та вірменська). Вважається, що албанська розвинулася з античних палеобалканських мов, хоча досі не встановлено, яка саме з них була предком албанської або де саме в Південній Європі жив народ, який нею розмовляв. Загалом немає достатніх доказів, щоби пов'язати албанську до однієї з цих мов (наприклад, іллірійської, фракійської чи дакської). Іллірійську зазвичай вважають найімовірнішим предком албанської, втім брак доказів залишає відкритими багато питань. Хоча албанська має спільні лексичні ізоглоси з грецькою, германськими та, меншою мірою, балто-слов'янськими мовами, словниковий склад албанської мови є досить відмінним.

## Діалекти

Мапа діалектів албанської мови

Албанськомовна спільнота поділяється на дві основні діалектні області: південну (тоскську) та північну (ґеґську). На базі обох цих діалектів у кінці XIX сторіччя виникла сучасна літературна мова у двох варіантах. Діалекти розрізняються такими рисами:
- ротацизмом (переходом [s], [z] у [r]): наявний у тоскському, відсутній у ґеґському
- нейтральним голосним [ə] (графічно [ë]): наявний у тоскському, відсутній у ґеґському
- дифтонгом [ua] у тоскському та його відповідником [ue] у ґеґському
- носовими голосними: наявні у ґеґському, відсутні у тоскському
- інфінітивом: наявний у ґеґському, відсутній у тоскському (де він заміняється кон'юнктивом)
- відмінностями утворення дієприкметників, дієприслівників та деяких часових форм дієслова
- певними особливостями у лексиці

В Албанії у вжитку переважає тоскський діалект.

## Фонетика
Албанська мова має 7 голосних та 29 приголосних звуків. У ґеґському діалекті присутні носові [ã] та [õ], особливий губний [ü] та редукований голосний [ë]. Характерною особливістю албанської фонетики є також наявність звуків dh [ð] та th [θ]; слабких l [l] та r [ɾ], які протиставлені сильним ll [ɫ] та rr [r], середньоязикових, що позначаються літерами q та gj; а також серії африкат, що позначаються на письмі як c, ç, x, xh.
Наголос в албанській мові — фіксований: він падає на передостанній склад.

## Граматика
Граматична структура зберігає індоєвропейську триродову систему (роди чоловічий, жіночий та середній). Іменники, прикметники, займенники та артиклі мають чотири типи відміни та відміняються за шістьма відмінками (при чому форми родового та давального відмінків збігаються). Артиклі (означений та неозначений) можуть стояти перед означуваним словом (препозитивний артикль) або приєднуватися до означуваного слова як суфікс (постпозитивний артикль). Дієслово має розвинену систему дієвідміни з шістьма способами та часовими формами (3 прості часи та 5 складних часів).
У реченні переважає відносно вільний порядок слів. У лексиці окрім питомого індоєвропейського шару присутні запозичення різного часу з грецької, латинської, сербської, болгарської, турецької, італійської, французької мов.
У процесі тривалої історичної взаємодії з іншими балканськими мовами (болгарською, румунською, грецькою) албанська мова виробила цілу серію спільнобалканських рис у структурі та типології, за рахунок чого албанську мову зараховують до так званого балканського мовного союзу.
Перші писемні пам'ятки албанської відносяться до XV—XVI століть («Формула хрещення» єпископа Паля Енґели, 1462 року, та «Служебник» Ґьона Бузуку, 1555 року). Писемність на основі латинського алфавіту.

## Писемність
З 1908 р. використовується варіант латинської абетки з діакритичними знаками. У XIX ст., були спроби створити оригінальне письмо (наприклад, «ельбасанське письмо», «абетка Бютакук'є» і «абетка Г'їрокастро»).

### Сучасна албанська абетка
| A a   | B b | C c   | Ç ç   | D d   | Dh dh | E e | Ë ë |
| F f   | G g | Gj gj | H h   | I i   | J j   | K k | L l |
| Ll ll | M m | N n   | Nj nj | O o   | P p   | Q q | R r |
| Rr rr | S s | Sh sh | T t   | Th th | U u   | V v | X x |
| Xh xh | Y y | Z z   | Zh zh |       |       |     |     |

## Приклад
«Заповіт» Т. Г. Шевченка албанською мовою (переклав Йорґо Блаці).
| ZAPOVIT Kur të vdes, të më mbuloni: Te ndonjë kodrinë, Që ta shoh gjithnjë, vëllezër, Mëmën Ukrainë; Të vështroj me gaz në zemër, Fushën pa kufi. Të vështroj si derdhet Dnjepri, Si buçet ai, Si vrapon mes Ukrainës, Drejt e për në det, Do t'i lë më nj'anë aherë, Fushat dhe rrëketë; Do të ngjitem lart në qiell: Perëndine të shoh, T'i flas hapure t'i lutem, Se tani s'e njoh. Kur të më mbuloni mua, Prangat flakini, Derdheni në shesh të luftës: Gjakun për liri! Dhe në familjen e madhe, Të re dhe të lirë, Ma kujtoni fjalën time: T'urtë dhe të mirë!.. |

(Джерело: Т. Г. Шевченко, Заповіт мовами народів світу, К., «Наукова думка», 1989)